# Inchiri
Inchiri (arabisch ولاية إينشيري, DMG Wilāyat Inšīrī) ist die neunte der fünfzehn Verwaltungsregionen des westafrikanischen Staates Mauretanien.
Im Osten grenzt Inchiri an die Verwaltungsregion Adrar, an Trarza im Süden und an Dakhlet Nouadhibou im Norden und Westen. Darüber hinaus gibt es auch einen kurzen Küstenstreifen zum Atlantischen Ozean. Die kaum besiedelte Region besteht aus Sand- und Steinwüste.
Inchiri besteht aus den Départements Akjoujt und Benichab; Hauptstadt ist Akjoujt, in deren Umgebung Kupfer abgebaut wird. In der Oase Benichab (Bennichchab) ist ein Brunnen mit fossilem Wasser, das hier in Flaschen abgefüllt wird und über eine Leitung Akjoujt mit Trinkwasser versorgt.
Die Bevölkerungszahl der Region hat in den Jahren 2000 bis 2023 von 11.500 auf 29.484 Einwohner zugenommen.